# Dragljane
Dragljane falu Horvátországban, Split-Dalmácia megyében. Közigazgatásilag Vrgorachoz tartozik.

## Fekvése
Makarskától légvonalban 19, közúton 36 km-re délkeletre, községközpontjától légvonalban 10, közúton 11 km-re északnyugatra, Közép-Dalmáciában, a Biokovo-hegység keleti lábánál az A1-es autópálya mellett fekszik.

## Története
Dragljane területe a régészeti leletek tanúsága szerint már az ókorban is lakott volt. A térség első ismert népe az illírek egyik törzse a dalmátok voltak, akik a magaslatokon épített, jól védhető erődített településeikben laktak. Jelenlétüket a település határában megtalálható halomsírok és vármaradvány igazolják. A rómaiak hosszú ideig tartó harcok után csak az 1. században hódították meg ezt a vidéket. Az illírek elleni 9-ben aratott végső győzelem után békésebb idők következtek, de a római kultúra csak érintőleges hatással volt erre a térségre. A horvát törzsek a 7. század végén és a 8. század elején telepedtek le itt, ezután területe a neretvánok kenézségének Paganiának a részét képezte. A középkor emlékei a templom mellett található régi temető 14. és 15. századi sírkövei. A török a 15. század második felében szállta meg ezt a vidéket, mely 1696 körül szabadult fel végleg a több mint kétszáz éves uralma alól. A török uralom után a település a Velencei Köztársaság része lett. A török időkben a megmaradt lakosság lelki szolgálatát a živogošćei kolostor ferences szerzetesei látták el. A kandiai háború idején a térség falvai elpusztultak. A török uralom végével a környező településekkel együtt népesült be, a betelepülők ferences szerzetesek vezetésével főként a szomszédos Hercegovinából érkeztek. A lakosság főként földműveléssel és állattartással foglalkozott, de a határhoz közeli fekvésénél fogva eleinte még gyakran kellett részt vennie a velencei-török összecsapásokban. A zavojanei plébániát 1696-ban alapították, melynek Dragljane is a része lett. A velencei uralomnak 1797-ben vége szakadt és osztrák csapatok vonultak be Dalmáciába. 1806-ban az osztrákokat legyőző franciák uralma alá került, de Napóleon lipcsei veresége után 1813-ban újra az osztrákoké lett. 1857-ben 241, 1910-ben 235 lakosa volt. 1918-ban az új Szerb-Horvát-Szlovén Állam, majd később Jugoszlávia része lett. Röviddel a Független Horvát Állam megalakulása után 1941. április 17-én olasz csapatok vonultak be a vrgoraci területre. 1942. június 15-én rövid időre elfoglalták a partizánok, majd visszavonultak a Biokovo-hegységbe. Az olasz csapatok védelmét élvező csetnikek még ez évben a község több településén gyújtottak fel házakat és végeztek ki embereket, főleg nőket, gyermekeket és öregeket. Az anyakönyv szerint Dragljane embervesztesége 59 fő volt. Olaszország kapitulációja után 1943-ban német csapatok szállták meg a vidéket. 1944. október 24-én a németek kivonultak és két nappal később Vrgorac környéke felszabadult. A település a háború után a szocialista Jugoszláviához került. 1991 óta a független Horvátországhoz tartozik. 2011-ben 52 lakosa volt. A településen postahivatal működik.

## Lakosság
| Lakosság változása | Lakosság változása | Lakosság változása | Lakosság változása | Lakosság változása | Lakosság változása | Lakosság változása | Lakosság változása | Lakosság változása | Lakosság változása | Lakosság változása | Lakosság változása | Lakosság változása | Lakosság változása | Lakosság változása | Lakosság változása |
| ------------------ | ------------------ | ------------------ | ------------------ | ------------------ | ------------------ | ------------------ | ------------------ | ------------------ | ------------------ | ------------------ | ------------------ | ------------------ | ------------------ | ------------------ | ------------------ |
| 1857               | 1869               | 1880               | 1890               | 1900               | 1910               | 1921               | 1931               | 1948               | 1953               | 1961               | 1971               | 1981               | 1991               | 2001               | 2011               |
| 241                | 505                | 270                | 253                | 256                | 235                | 427                | 508                | 214                | 300                | 288                | 242                | 152                | 115                | 94                 | 52                 |

(1857-ben, 1921-ben és 1931-ben Duga Njive, 1869-ben pedig Duga Njive mellett még Vlaka lakosságát is hozzá számították.)

## Nevezetességei
- Szent Antal tiszteletére szentelt temploma[4] a 18. században épült, az építés pontos ideje nem ismert, de mindenképpen a zavojanei plébániatemplom építése után történt. 1779-ben Fabijan Blašković püspök már a bővítését rendelte el. Mai formáját 1821-ben kapta. A templomot szabályosan faragott kövekből építették, bejárata boltozott. A Szent Antal oltárt az imotski Stipe Rako fafaragóműhelye készítette. Főoltárán a Kármelhegyi boldogasszony szobra áll, Ivan Skvarčina alkotása. A harangtornyot 1910-ben építették, mögötte nyitott, boltozott kápolna épült. A magas kőfallal körülvett templom egy dombtetőn áll, a domb aljában egy török kori kút található, melyet 1993-ban úgy építettek át, hogy vizét az út melletti kútnál vezették ki.

- A templom melletti temetőben a 14. és 15. századból származó sírkövek találhatók, melyek közül néhányat a templom falába is beépítettek.

- Gradina - Pavića egy őskori régészeti lelőhely,[5] mely Podgradina településrésztől északnyugatra található. A Gradina-hegyen (421 m) van egy őskori várhely található, amely egy olyan kedvező stratégiai helyen állt, amely lehetővé tette a környező utak és a kisebb karsztvölgyek ellenőrzését. A hegy fennsíkja kb. 40x29 m, dél, nyugat és kelet felől mintegy 8-10 m széles és körülbelül 80-100 m hosszú sánc veszi körül. A hegy déli oldalán őt őskori halom található. A legnagyobb halom körülbelül 40 m átmérőjű és körülbelül 5 m magas, a halomban körülbelül 10 sír látható, melyek valószínűleg középkoriak. Az ilyen sírok még három másik halmon is láthatók. Északnyugat felé mintegy 250 m-re, a Pavić gradina helyen található egy másik, mintegy 30 m átmérőjű és körülbelül 4 m magas halom. Az őskori halmok szorosan kapcsolódtak a hegyvidéken zajló élethez, koruk a bronz- és a vaskorra tehető.

## Oktatás
A településen a vrgoraci alapiskola kihelyezett tagozata működik.